# Patrick Picot
Pour les articles homonymes, voir Picot.
Patrick Picot, né le 22 septembre 1951 à Saint-Mandé, est un ancien escrimeur français, membre de l'équipe de France d'épée de 1973 à 1981.

Il est champion olympique en 1980, capitaine et sélectionneur des équipes de France épée homme de 1996 à 2008, vice-président de la Fédération française d'escrime de 2004 à 2008.

Il épouse en juillet 2002 l'escrimeuse hongroise Hajnalka Kiraly de laquelle il divorce en 2013.
Jusqu’en 2015, Patrick Picot travaille au sein de Fédération internationale d'escrime, à la direction technique des grands événements mondiaux de l'escrime (championnats du monde cadet junior senior, Jeux Olympiques, championnats d'Europe).
Traversée est-ouest de l océan atlantique à la voile en équipage en 2020
Traversée ouest-est de l’océan atlantique à la voile en solitaire en 2022

## Palmarès

### Jeux olympiques
- Médaille d'or en épée par équipe aux Jeux olympiques d'été de 1980 aux côtés de Philippe Boisse, Hubert Gardas, Philippe Riboud et Michel Salesse.

### Championnats de France
- Champion de France d'épée en 1973 et 1981.